# The For Carnation (album)
The For Carnation è il secondo album studio della band post-rock statunitense The For Carnation, pubblicato il 4 aprile 2000 da Domino Records e Touch and Go Records.

## Il disco
Le registrazioni sono avvenute tra luglio del 1998 e luglio del 1999 in vari studi di Los Angeles in California (Sonora Recorders, The Monastery, King Sound, Magnetic Sound) e di Chicago nell'Illinois (Electrical Audio e Soma Electronic Music Studio). In quest'ultimo studio è stato anche missato da John McEntire e Tom Grimley. È stato invece masterizzato al SAE Mastering Studio a Phoenix in Arizona.

## Critica
Il disco è entrato al 18º posto nella lista dei migliori album del 2000 redatta dal New Musical Express.
È stato accolto in modo più che positivo anche dalla critica musicale italiana entrando nella lista delle pietre miliari della storia della musica sul sito Ondarock.com, e raggiungendo la 61ª posizione nella lista dei 100 migliori album degli anni duemila redatta da Rumore. Sulla rivista Andrea Prevignano ha commentato: «Quando il post-rock aveva già sparato tutte le cartucce migliori, a chiudere idealmente un'era arrivava uno dei lavori più emozionanti del genere. [...] cinque brani dai toni struggenti, ritmicamente ostinati, scuri quanto un profondo pozzo nero. Come se, sotto l'effetto della codeina, gli Slint avessero rallentato il ritmo cardiaco.»

## Tracce
1. Emp. Man's Blues – 8:12
2. A Tribute To – 6:08
3. Being Held – 5:35
4. Snoother – 6:27
5. Tales (Live from the Crypt) – 7:53
6. Moonbeams – 9:28

## Formazione

### Gruppo
- Brian McMahan - voce, chitarra, tastiere
- Todd Cook - basso
- Steve Goodfriend - batteria
- Michael McMahan - chitarra, Roland RE-201 (Space Echo)
- Bobb Bruno - chitarra, tastiere, campionatore

### Altri musicisti
- Rafe Mandel - tastiere (Emp. Man's Blues), percussioni (A Tribute To)
- Britt Walford - batteria (Being Held)
- Alison Chesley - violoncello (Emp. Man's Blues, Moonbeams)
- Kim Deal - voce (Tales)
- Dan Fliegel - conga (A Tribute To)
- Rachel Haden - voce (Snoother)
- Noel Kupersmith - basso acustico (Emp. Man's Blues, Moonbeams)
- John McEntire - campana (Snoother), sintetizzatore (A Tribute To, Snoother)
- Christian Frederickson - arrangiamenti degli archi